# Masanobu Fukuoka
Fukuoka Masanobu (japanisch 福岡正信; * 2. Februar 1913; † 16. August 2008) war zunächst Mikrobiologe und wurde dann Bauer. Seine Bücher sind Standardwerke in der Permakultur. Die Art seiner Landwirtschaftsmethode bezeichnet er selbst als „Nichts-Tun-Landwirtschaft“ nach dem daoistischen Wu-wei-Prinzip.

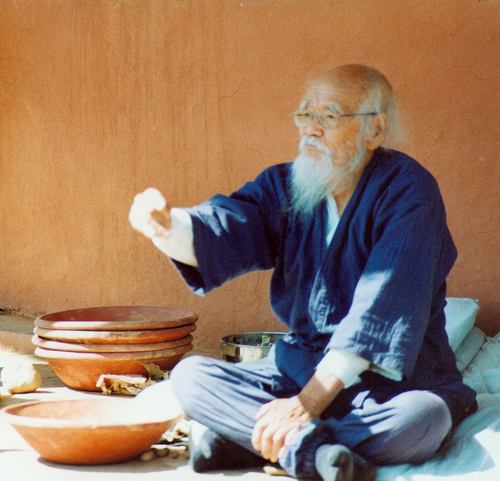
Masanobu Fukuoka im Jahr 2002

## Bedeutung
Fukuoka gilt als Initiator der Verbreitung der Aussaattechnik der Samenbomben, die inzwischen weite Bekanntheit erlangte. Diese von ihm nach dem Zweiten Weltkrieg zunächst für seine Direktsaatmethode des pfluglosen Reisanbaus entwickelte Technik wird heute auch in der Guerillagärtnerei-Bewegung eingesetzt.
1988 erhielt Fukuoka den Ramon-Magsaysay-Preis.
Aufgrund des wieder gewachsenen Interesses an seinem Werk erfuhr sein Buch The One Straw Revolution im Jahr 2009 in den USA eine Neuauflage, ebenso im Jahr 2013 die deutsche Ausgabe Der Große Weg hat kein Tor.

## Fukuokas Philosophie einer Nichts-Tun-Landwirtschaft
Das Konzept des japanischen Bauern für die natürliche Landwirtschaft lautet: Die Natur ist in der Lage, sich selbst zu erhalten. Sie bedarf menschlicher Eingriffe nicht.
Diese Kraft der Natur nutzt Masanobu Fukuoka durch die gezielte Kombination verschiedenster Pflanzen. Er versucht ein ökologisches Gleichgewicht zu etablieren, um den Schutz der Nutzpflanzen vor Schädlingen und die Nährstoffanreicherung des Bodens zu erhöhen. Seine Felder und Gärten sind reich an Tieren und Pflanzen und müssen weder gepflügt noch chemisch gedüngt werden.
Durch gezieltes Beobachten der natürlichen Abläufe erkennt Fukuoka, wann der richtige Zeitpunkt für die Aussaat ist und welche Pflanzen sich am besten ergänzen. Er greift nur eben dort ein, wo es nötig ist, um die Nutzpflanzen zu erhalten, die er erhalten möchte. Das Düngen und den Schutz vor Schädlingen überlässt er der Natur. Darum braucht er nichts weiter zu tun, als zu säen und zu ernten.
Die „Nichts-Tun-Landwirtschaft“ bedeutet nicht, dass wir gar nichts mehr zu tun hätten, sondern es bedeutet viel mehr „Tu nichts Unnötiges in der Landwirtschaft!“.
Mit Hilfe dieser Landwirtschaftsmethode ließe sich – laut der Aussage von Fukuoka – auf vergleichbar wenig Fläche bequem die Versorgung aller Menschen mit ausreichend Nahrung sicherstellen. Diese würde nicht nur satt machen, sondern zugleich als Medizin eine gute Gesundheit bewirken. Voraussetzung ist jedoch, dass sich die Menschen auf eine jahreszeitliche und regionale (sowie fleischarme) Kost einstellen, nicht immer mehr exotische Nahrung zu sich nehmen und diese zu Jahreszeiten verlangen, in denen deren Grundzutaten natürlicherweise nicht gedeihen.
Masanobu Fukuoka wurde auch durch seine doppelte Fruchtfolge ohne Pflügen am selben Standort bekannt. Im Wechsel sät er Reis und Wintergerste aus. Zur Unkrauteindämmung und Nährstoffversorgung des Bodens mit Stickstoff verwendet er vorrangig Weißklee, eine flächendeckend wachsende Leguminose.

## Werke, deutschsprachig
- Der Große Weg hat kein Tor. Pala-Verlag, Darmstadt 2013, ISBN 978-3-89566-206-5.
- Rückkehr zur Natur. Die Philosophie des natürlichen Anbaus. Pala-Verlag, Schaafheim 1998, ISBN 978-3-923176-46-5.
- In Harmonie mit der Natur. Die Praxis des natürlichen Anbaus. Pala-Verlag, Schaafheim 1998, ISBN 978-3-923176-47-2.
- Die Suche nach dem verlorenen Paradies. Natürliche Landwirtschaft als Ausweg aus der Krise. Pala-Verlag, Schaafheim 1999, ISBN 978-3-923176-63-2.

## Werke, englischsprachig
- The One-Straw Revolution: An Introduction to Natural Farming. Rodale Press 1978.
- The Natural Way Of Farming - The Theory and Practice of Green Philosophy. Japan Publications 1985, ISBN 978-0-87040-613-3.
- The Road Back to Nature - Regaining the Paradise Lost. Japan Publications 1987, ISBN 978-0-87040-673-7.
- The Ultimatum of God Nature. The One-Straw Revolution. A Recapitulation. Shou Shin Sha 1996.
- Sowing Seeds in the Desert: Natural Farming, Global Restoration and Ultimate Food Security. 2012, ISBN 978-1603585224.

## Filme
- Der große Weg hat kein Tor. 45 Minuten. Verein Weg der Natur, Gamlitz, Österreich. (Der Film vermittelt die wichtigsten Botschaften seiner vier Bücher zu seiner, wie er sie nennt, Nichts-Tun-Landwirtschaft.)
- Final Straw. 74 Minuten. Produziert von Patrick Lydon und Suhee Kang. 2015.